# ルドヴィーコ・トレヴィザン枢機卿の肖像
『ルドヴィーコ・トレヴィザン枢機卿の肖像』（ルドヴィーコ・トレヴィザンすうきけいのしょうぞう、伊: Ritratto del cardinale Ludovico Trevisan）は、イタリアのルネサンス期の巨匠、アンドレア・マンテーニャが1459-1460年ごろに描いた板上のテンペラ画である。ドイツのベルリン絵画館に所蔵されている。

## 歴史
モデルの人物がヴェネツィアの枢機卿であったルドヴィコ・トレヴィザンであることは確実である。ブロムリー・ディヴェンポート・コレクションにかつてあった本作には何点かの複製があり、男性の名前、肩書き、紋章が描かれているからである。さらにクリストフォロ・ディ・ジェレミアに帰属されるメダル、そして、1630年の「Illustrium virorum elogia」に含まれる銅版画にも、肖像画がパドヴァのフランチェスコ・レオーネ所有のものであることが明記されている。
後にスカランピ・メッザロータとしても知られるトレヴィザン枢機卿は裕福で、力のある教養人であった。1440年6月29日のミラノとイタリア諸国連合の間のアンギアーリの戦いで教皇軍を率いて、武功を立て、同年、枢機卿になった。1459年にはマントヴァ公会議に出席した。肖像画は、マンテーニャがマントヴァで自身を確立する以前、まだパドヴァにいた時に依頼された。

## 概要
枢機卿は、暗い背景の上に4分の3正面向きの位置で描かれ、強いキアロスクーロ効果によって人物の量感が強調され、古代ローマ美術的な胸像彫刻の絵画版となっている。
真剣で集中した視線と閉じた唇の細部は、政治家であり外交官であっただけでなく、戦争の指揮者でもあった男性の強い性格を強調している。マンテーニャは、顔の細部（唇、皺、聖職者のトンスラ）だけでなく、衣服にも注意を注ぎ、人物の高い社会的地位を表現した。